# Mastery-and-Pleasure-Technik
Die Mastery-und-Pleasure-Technik (kurz Erfolg-Vergnügen-Technik, selten auch Erfolg-und-Vergnügen-Technik) ist eine von Aaron T. Beck beschriebene Technik der Verhaltenstherapie. Die Technik kommt bei der Behandlung von Depression zum Einsatz. Der Einsatz der Technik ist insbesondere dann sinnvoll, wenn Patienten zwar sehr aktiv sind, aber wenig Spaß dabei haben. Dabei soll auf einer Skala eingeschätzt werden, wie hoch das Erfolgserlebnis (mastery) und das Vergnügen (pleasure) nach verschiedenen Aktivitäten war.

## Ziele
Mit der Intervention sollen folgende Ziele erreicht werden:
- Trennung von Erfolg und Vergnügen: Es soll gelernt werden, dass Erfolgserlebnisse und Vergnügen unabhängig sind.[1][6][7] Da Depressionen häufig mit dem Symptom der Freudlosigkeit einhergehen, soll durch diese Technik gelernt werden, bewältigte Pflichten als Erfolg zu werten, auch wenn dabei wenig Vergnügen empfunden wird.[7]
- Differenzierung: Außerdem soll im Gegensatz zu einer zweistufigen Unterscheidung zwischen Erfolg und Misserfolg eine feinere Differenzierung erlernt werden.[6]
- Realistische Ziele: In der Aktivitätsplanung sollen Ziele so gewählt werden, dass sie zu bewältigen sind. Das Bewältigen von Aufgaben soll die Selbstwirksamkeitserwartung verbessern.[9] Gleichzeitig soll verdeutlicht werden, dass auch Vergnügen wichtig ist, um Energie zu tanken.

Während in der kognitiven Verhaltenstherapie versucht wird, durch diese Technik das Erfolgserlebnis und das Vergnügen zu steigern, sei das Ziel der Metakognitiven Therapie, der Inaktivität entgegenzuwirken, um die Zeit zum Grübeln zu reduzieren.